# Marc Pomponi Mató
Marc Pomponi Mató (en llatí Marcus Pomponius M'. F. M'. N. Matho) va ser un magistrat romà. Era fill de Mani Pomponi Mató i germà de Mani Pomponi Mató, cònsol el 233 aC. Formava part de le gens Pompònia, una gens romana d'origen plebeu.
Marc Pomponi va ser elegit cònsol l'any 231 aC juntament amb Gai Papiri Masó i va ser enviat amb un exèrcit consular a Sardenya per lluitar contra els sards que estaven altre cop aixecats després d'haver estat derrotats pel seu germà el 233 aC. En la lluita va fer servir gossos que va aconseguir a Itàlia, per empaitar als habitants de l'illa que es refugiaven en boscos i coves. Va ser pretor el 217 aC segons Titus Livi. Va morir l'any 204 aC, quan era àugur i decemvir sacrorum.